# 曾田正人
曽田正人（日语：／ Soda Masahito，1968年6月18日—）是日本漫畫家，東京都文京區出身，肄業於日本大學藝術學部設計學科工業設計系。代表作「火線先鋒大吾」、「昴」、「極速方程式」。

## 簡歷
- 1990年 - 《GET ROCK》でデビュー
- 1992年 - 《シャカリキ!》連載開始
- 1995年

- 《シャカリキ!》連載結束
- 《火線先鋒大吾》連載開始
- 1997年 - 《火線先鋒大吾》獲得第42回小學館漫畫賞
- 1999年 - 《火線先鋒大吾》連載結束
- 2000年 - 《昴》連載開始
- 2002年 - 《昴》中斷連載
- 2003年 - 《極速方程式》連載開始
- 2005年 - 《極速方程式》獲得第29回講談社漫畫賞
- 2007年 - 《昴》的續篇連載開始
- 2008年 - 《シャカリキ!》改編為同名日本真人電影（台譯：鐵馬頑童）
- 2011年 - 《昴》的續篇連載結束
- 2013年 - 《極速方程式》連載結束
- 2014年 - 《稜鏡戰記》連載開始

## 外部連結
- 曽田正人官方網站 （页面存档备份，存于）
- 曽田正人日記 （页面存档备份，存于） - 官方部落格
- 曾田正人的X（前Twitter）